# Ґрабово (Островський повіт)
Ґрабово (пол. Grabowo) — село в Польщі, у гміні Заремби-Косьцельні Островського повіту Мазовецького воєводства.
Населення — 26 осіб (2011).
У 1975-1998 роках село належало до Ломжинського воєводства.

## Демографія
Демографічна структура станом на 31 березня 2011 року:
|          | Загалом | Допрацездатний вік | Працездатний вік | Постпрацездатний вік |
| -------- | ------- | ------------------ | ---------------- | -------------------- |
| Чоловіки | 17      | 4                  | 9                | 4                    |
| Жінки    | 9       | 4                  | 2                | 3                    |
| Разом    | 26      | 8                  | 11               | 7                    |